# Wettersteinspitzen
Die Wettersteinspitzen im Wettersteingebirge sind die östlichsten Ausläufer des Wetterstein-Hauptkamms, der von der Meilerhütte nach Osten auf Mittenwald zuläuft. Sie werden gebildet aus der Oberen Wettersteinspitze (auch Großer Wetterstein) (2298 m Kreuzgipfel, 2305 m Hauptgipfel) im Westen und der Unteren Wettersteinspitze (auch Gemskopf) (2151 m) im Osten. Über die beiden Gipfel verläuft die Grenze zwischen Deutschland und Österreich.
Von Mittenwald aus führt der Weg auf die Obere Wettersteinspitze vorbei an Lautersee und Ferchensee. Westlich des Ferchensees beginnt der Weg 875, auf dem es Richtung Südwesten zum Sattel des Gemsanger geht. Dabei sind einige Felspassagen mit Drahtseilen versichert. Von dort verläuft der markierte Steig (Fels I) zum Gipfel.

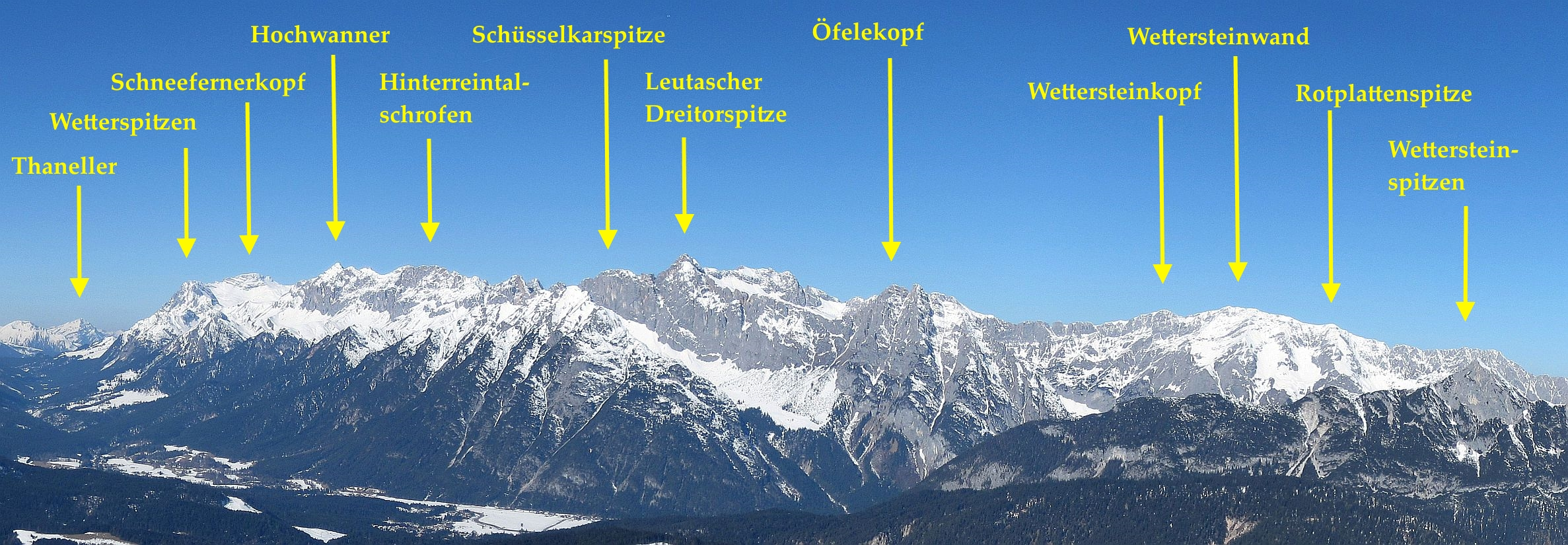
Die Wettersteinspitzen im Wetterstein-Hauptkamm